# Jerzy Panek

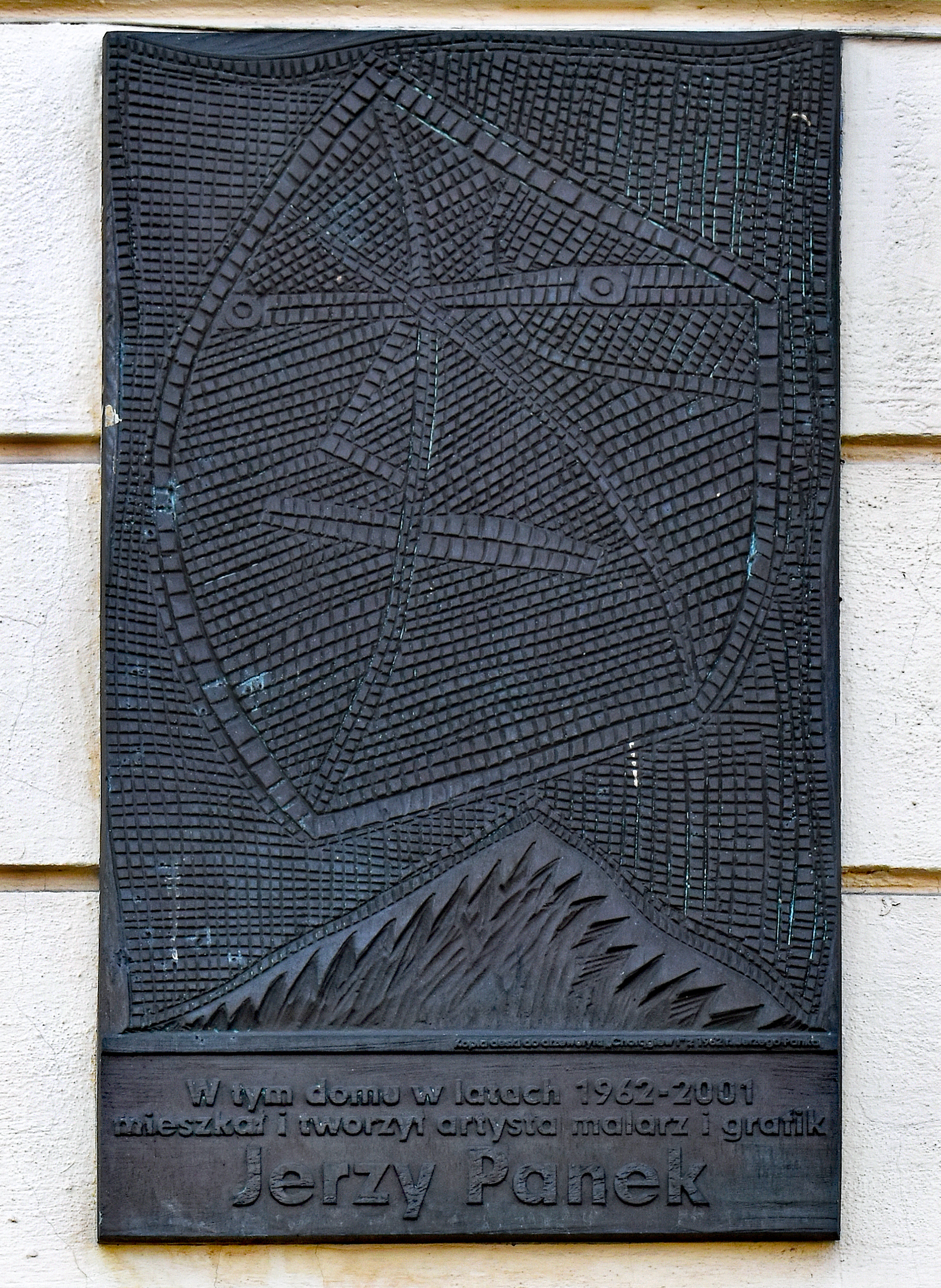
Kraków ul. Szeroka 27.
Tablica pamiątkowa na kamienicy, w której mieszkał.

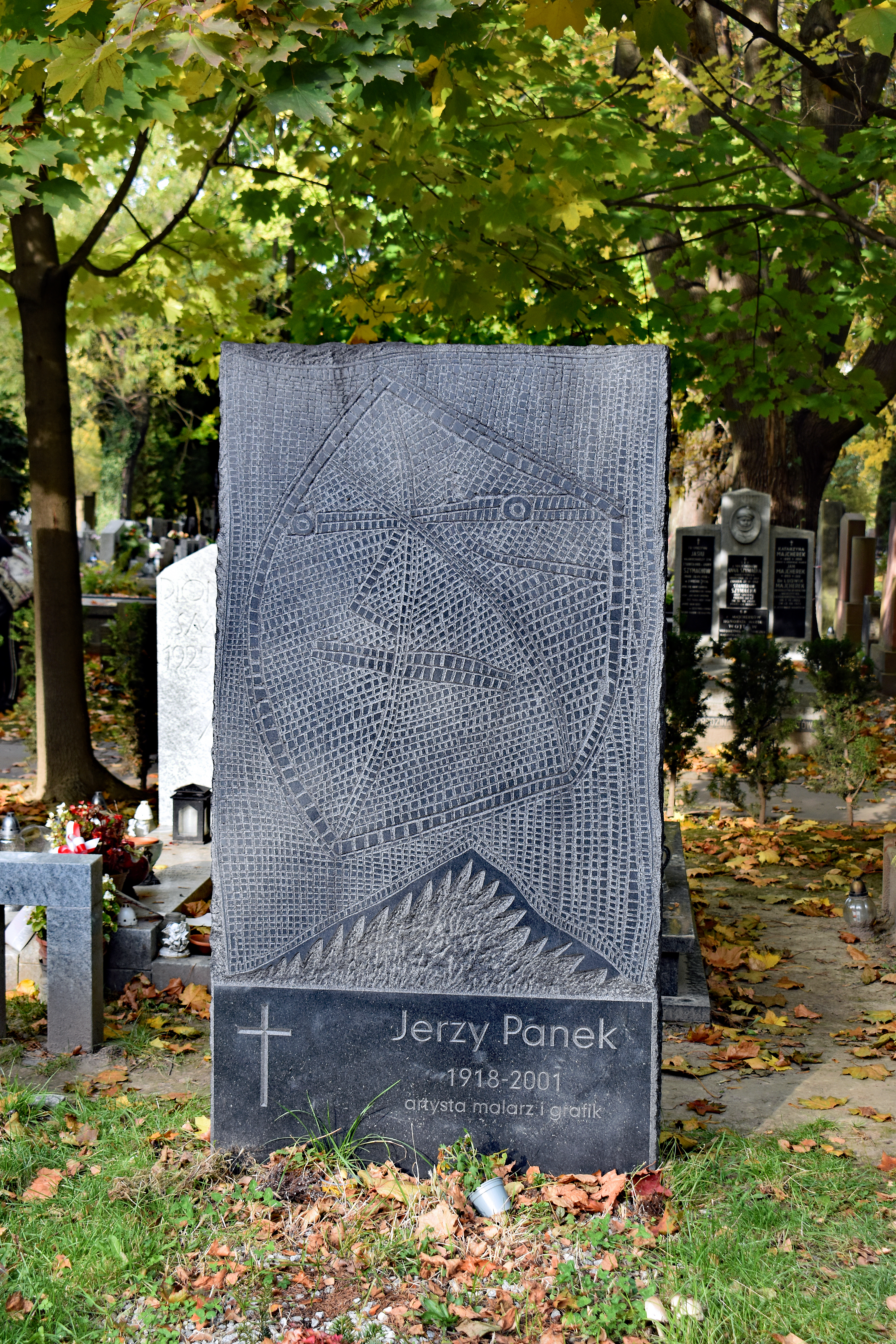
Grób Jerzego Panka na cmentarzu Rakowickim

Jerzy Panek (ur. 11 grudnia 1918 w Tarnowie, zm. 5 stycznia 2001 w Krakowie) – polski grafik i malarz.

## Życiorys
Studia odbywał na Wydziale Grafiki Państwowego Instytutu Sztuk Plastycznych w Krakowie, który w czasie wojny został przemianowany na Staatliche Kunstgewerbeschule Krakau. Po wojnie studiował w krakowskim Instytucie Sztuk Plastycznych, a następnie na ASP pod kierunkiem Eibischa i Pronaszki. Zajmował się malarstwem i grafiką, a od 1952 roku głównie drzeworytem. Na początku wykorzystywał pomocniczo szkic i fotografię, potem na jego twórczość graficzną wpłynęła podróż do Chin w roku 1956 – zaczął rytować bezpośrednio na deskach. Na przełomie lat 1967/1968 był wykładowcą ASP w Krakowie, wiele lat później został jej honorowym profesorem.
Był członkiem Międzynarodowego Stowarzyszenia Drzeworytników XYLON i Związku Polskich Artystów Plastyków.

Jego twórczość została wyróżniona nagrodami: złotym medalem na Triennale Współczesnej Sztuki Światowej w Nowym Delhi (1971, za drzeworyt Autoportret w białym kapeluszu), Nagrodą II Stopnia Ministra Kultury i Sztuki (1963), Nagrodą im. Jana Cybisa (1986), Nagrody Prasy IV Międzynarodowego Biennale Grafiki w Krakowie (1972).
Za całokształt pracy twórczej otrzymał w roku 1998 Nagrodę Miasta Krakowa i Nagrodę Wojewody Krakowskiego.
Przed śmiercią powstał o nim film dokumentalny Jerzy Panek. To, co najważniejsze, który zrealizowała Elżbieta Dzikowska. Rajmund Kalicki, tłumacz współczesnych klasyków języka, charakteryzuje postać Jerzego Panka, niekiedy posługując się wyłącznie dialogiem.
Został pochowany w Krakowie na cmentarzu Rakowickim w alei zasłużonych (kwatera LXIX pas B-2-17). Na tablicy nagrobnej oraz na tablicy pamiątkowej znajdują się kopie jego deski do drzeworytu „Chorągiew 1” z 1962 roku.